# Inițieri (Star Trek: Voyager)
„Inițieri” (titlu original: „Initiations”) este al 2-lea episod din al doilea sezon al serialului TV american SF Star Trek: Voyager. Este al optsprezecelea episod în total al serialului Star Trek: Voyager. A avut premiera la 4 septembrie 1995 pe canalul UPN.

## Prezentare
Chakotay întâlnește un tânăr Kazon care se află într-un ritual de inițiere, acela de a-și câștiga un renume prin uciderea unui inamic sau să fie ucis în această încercare.

## Rezumat
Pentru a comemora aniversarea morții tatălui său, Chakotay (Robert Beltran) pleacă singur cu o navetă pentru a efectua ceremonia pakra. Ajungând din greșeală în spațiul Kazon-Ogla, el este atacat de un tânăr Kazon, Kar (Aron Eisenberg), aflat la prima sa misiune de inițiere. Chakotay distruge naveta lui Kar, apoi îl teleportează la bord.
Capturat de o navă Kazon la scurt timp după aceea, Chakotay află de la Kar că membrii Kazon își câștigă titlurile prin cucerire sau moarte și el i-a jefuit lui Kar această ocazie salvându-l de la moarte. Comandantul navei, Razik (Patrick Kilpatrick), vorbește cu Chakotay, explicându-i deserviciul făcut lui Kar și că tânărul Kazon este programat pentru execuție. Când mai târziu i s-a dat o armă pentru a-l ucide pe Kar ca lecție pentru alți tineri din Kazon, Chakotay îl ține ostatic pe Razik în schimbul navetei sale. Kar, văzând că nu are niciun viitor sau oportunități cu Ogla, fuge cu Chakotay. În imposibilitatea de a scăpa de Kazoni, Chakotay și Kar ajung pe o lună din clasa M din apropiere, un teren de antrenament Kazon. Kar, după ce a evitat ocazia de a-l ucide pe Chakotay în timp ce acesta doarme, explică ulterior că nu are alte opțiuni și recunoaște că Chakotay ar putea fi singurul său prieten acum.
Între timp, după urmărirea cursului probabil al navetei, căpitanul Janeway (Kate Mulgrew), locotenentul Tuvok (Tim Russ) și Kes (Jennifer Lien) se îndreaptă spre suprafața lunii pentru a-l salva pe Chakotay. Pe lună, se întâlnesc cu Razik și oamenii lui, care se oferă să-i conducă la Chakotay. Când Chakotay și Kar detectează apropierea acestora, Chakotay se oferă să-l ajute pe Kar să-și câștige numele devenind prizonierul său. În coordonare cu Voyager pentru a se pregăti de resuscitarea sa, Chakotay îi spune lui Kar să-l împuște; în schimb, Kar îl împușcă pe Razik, câștigându-și numele Ogla de Jal Karden și promovând al doilea comandant al lui Razik, Haliz (Tim de Zarn). Ogla permite echipajului Voyager să plece, cu promisiunea lui Karden că îl va ucide pe Chakotay dacă se vor întâlni din nou. Mai târziu, când reia ceremonia pakra la bordul Voyager, Chakotay se roagă tatălui său să vegheze asupra lui Karden.

## Actori ocazionali
- Aron Eisenberg - Kar / Jal Karden
- Patrick Kilpatrick - Razik
- Tim de Zarn - Haliz
- Majel Barrett - Computer Voice